# Cayo Lara Moya
Cayo Lara Moya (Argamasilla de Alba, 29 de gener de 1952) és un polític espanyol, membre del Partit Comunista d'Espanya (PCE) i 4t coordinador general d'Esquerra Unida (IU) des de desembre de 2008, succeint Gaspar Llamazares.

## Biografia
Agricultor de professió, va ser un dels impulsors del sindicat COAG. Va ser batlle municipal d'Argamasilla de Alba, entre 1987 i 1999. Des de l'any 2000 és coordinador general de Izquierda Unida de Castella la Manxa. Ha estat candidat a la presidència de la comunitat autònoma per aquesta formació, sense obtenir cap escó. Va destacar a la seva regió per la seva lluita en defensa d'una llei electoral més democràtica i contra l'especulació urbanística i donà suport a l'alcalde de Seseña (també d'Esquerra Unida) front al constructor Francisco Hernando, conegut com El Pocero.

### Coordinador General de Izquierda Unida

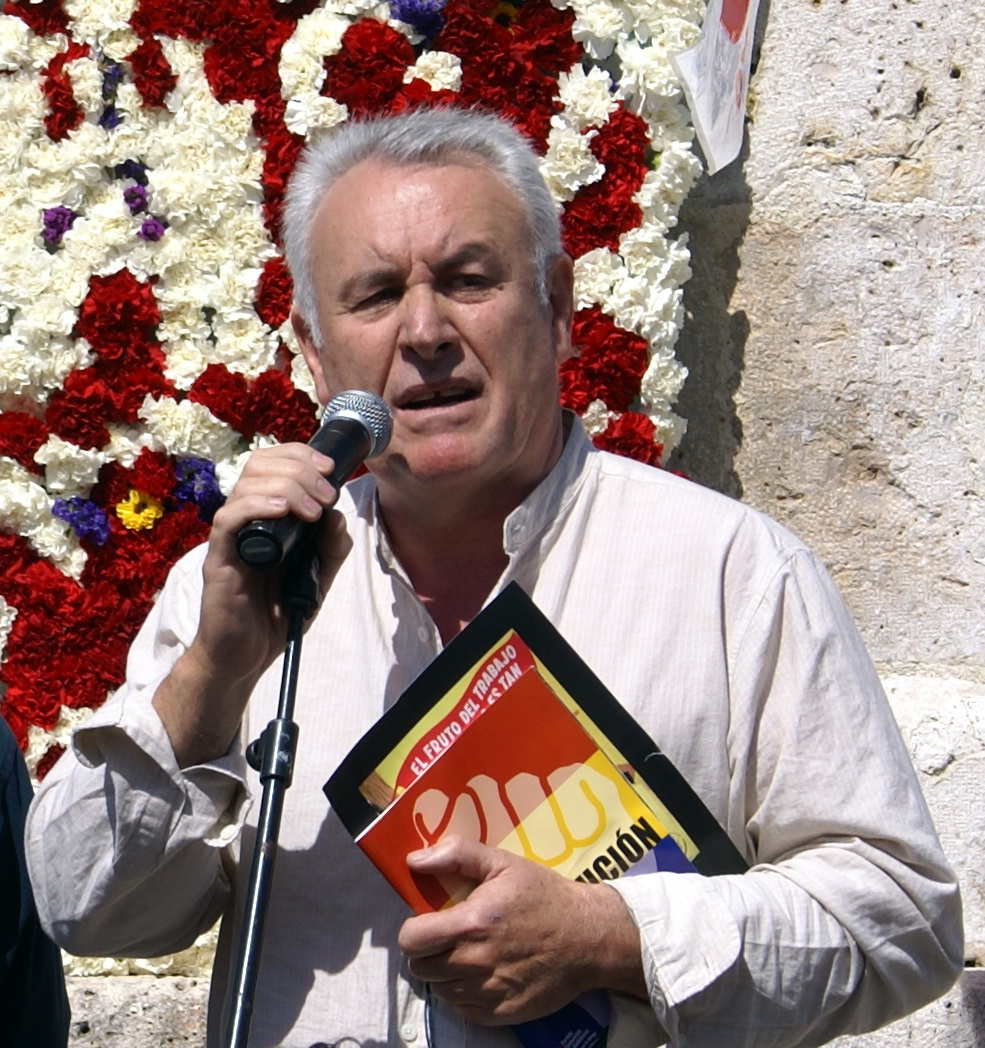
Cayo Lara al Dia de Castella i Lleó (2009)

A la IX Assemblea Federal de IU (novembre de 2008) va ser candidat a coordinador general amb el suport del PCE, del PSUC viu i d'altres sectors, obtenint el 43% dels vots dels delegats, i essent escollit membre del Consejo Político Federal (CPF).
Al primer CPF posterior a la IX Assemblea, celebrada el 14 de desembre, va ser escollit definitivament Coordinador General de IU amb el suport de 92 membres (55%), front els 27 suports obtinguts per l'altre candidat, Joan Josep Nuet, i amb el vot en blanc dels altres 46 membres que van exercir el seu dret a votar.
La seua tasca política s'ha destacat per l'enfrontament en contra del bipartidisme imperant i la recerca permanent d'una eixida d'esquerres de la crisi econòmica que pateix Espanya.
Sota la seua coordinació, Cayo Lara ha aconseguit detenir el declivi d'Izquierda Unida, com ocorregué a les eleccions al Parlament Europeu de 2009. Posteriorment, ha aconseguit augmentar el nombre de vots de la federació a les eleccions municipals de 2011, superant el percentatge de suport aconseguit a les eleccions de 2003 i 2007, i quasi igualant l'obtingut a les de 1999, a les postrimeries de l'etapa de Julio Anguita com a coordinador.
A finals de juny de 2011, Esquerra Unida, sota el mandat de Cayo Lara, llençà un procés de convergència programàtica amb altres forces polítiques i socials per abastir un front ampli d'esquerra anticapitalista que concórrega a les eleccions generals del 20 de novembre de 2011.
El 10 de setembre de 2011 el Consell Polític Federal d'IU confirma la candidatura de Cayo Lara per a la Presidència del Govern amb un suport del 82,8% per a les eleccions generals del 20 de novembre.